# Sockenfilm
En sockenfilm eller hembygdsfilm är en film som skildrar en ort eller socken utifrån dess lokalhistoria, folkliv eller omgivningar. Filmen kan bestå av såväl nyfilmat material som arkivmaterial från journalfilmer och privata inspelningar. En sockenfilm tillkommer vanligtvis i samröre med en hembygdsförening.